# 오비오리역
오비오리역(일본어: 帯織駅)은 일본 니가타현 산조시에 있는, 동일본 여객철도의 철도역이다. 신에쓰 본선이 지나간다.

## 역 구조
쌍단식 2면 2선 구조의 지상역이다. 양쪽 승강장은 과선교로 이어져 있다.
쓰바메산조역이 관리하는 무인역으로, 역사에는 간이자동발권기, 자동판매기, 화장실 등이 갖추어져 있다. 발권기에서는 스이카 및 제휴 교통카드의 사용이 불가능하다.

### 승강장
| 1 | ■ 신에쓰 본선 | 히가시산조 · 니쓰 · 니가타 방면 |
| 2 | ■ 신에쓰 본선 | 미쓰케 · 나가오카 방면          |

## 역세권 정보
- 오비오리 우체국

## 역사
- 1898년 6월 16일 - 호쿠에쓰 철도의 역으로 개업하였다.
- 1907년 8월 1일 - 국유화에 따라 일본국유철도의 소속이 되었다.
- 1987년 4월 1일 - 민영화에 따라 동일본 여객철도의 소속이 되었다.
- 2008년 3월 15일 - 스이카의 사용이 가능해졌다.

## 인접역
| 동일본 여객철도 신에쓰 본선 | 동일본 여객철도 신에쓰 본선 | 동일본 여객철도 신에쓰 본선 |
| --------------------------- | --------------------------- | --------------------------- |
| 미쓰케 나오에쓰 방면        | ■ 보통                      | 도코지 니가타 방면          |